# أورلاندو سانشيز (لاعب كرة قاعدة)
أورلاندو سانشيز (بالإنجليزية: Orlando Sánchez)‏ هو لاعب كرة قاعدة أمريكي، ولد في 7 سبتمبر 1956 في Canóvanas, Puerto Rico ‏ في الولايات المتحدة.

## وصلات خارجية
- أورلاندو سانشيز على موقعبيزبول رفرنس.كوم (الدوري الرئيسي) (الإنجليزية)